# サンダラー (戦列艦・初代)
| ハーキュリーズ級だと考えられている1760年ごろの戦列艦の模型 | |
| 艦歴                                                       | |
| 発注:                                                      | 1756年7月15日 |
| 建造:                                                      | ウリッジ工廠 |
| 進水:                                                      | 1760年3月19日 |
| その後:                                                    | 1780年難破 |
| 性能諸元                                                   | |
| クラス:                                                    | ハーキュリーズ級戦列艦                                                                                               |
| 全長:                                                      | 砲列甲板：166ft 6in（50.7m） 竜骨：136ft（41.5m）                                                                    |
| 全幅:                                                      | 46ft 6in（14.2m） |
| 喫水:                                                      | 19ft 9in（6.0m） |
| 機関:                                                      | 帆走（3本マストシップ）                                                                                              |
| 兵装:                                                      | 74門： 下砲列：32ポンド(15kg)砲28門 上砲列：18ポンド(8kg)砲28門 後甲板：9ポンド(4kg)砲14門 船首楼：9ポンド(4kg)砲4門 |

サンダラー（HMS Thunderer）は1760年3月19日にウリッジ工廠で進水したトーマス・スレード設計のハーキュリーズ級74門艦3等戦列艦。1780年に難破した。